# Solar Monitoring Observatory

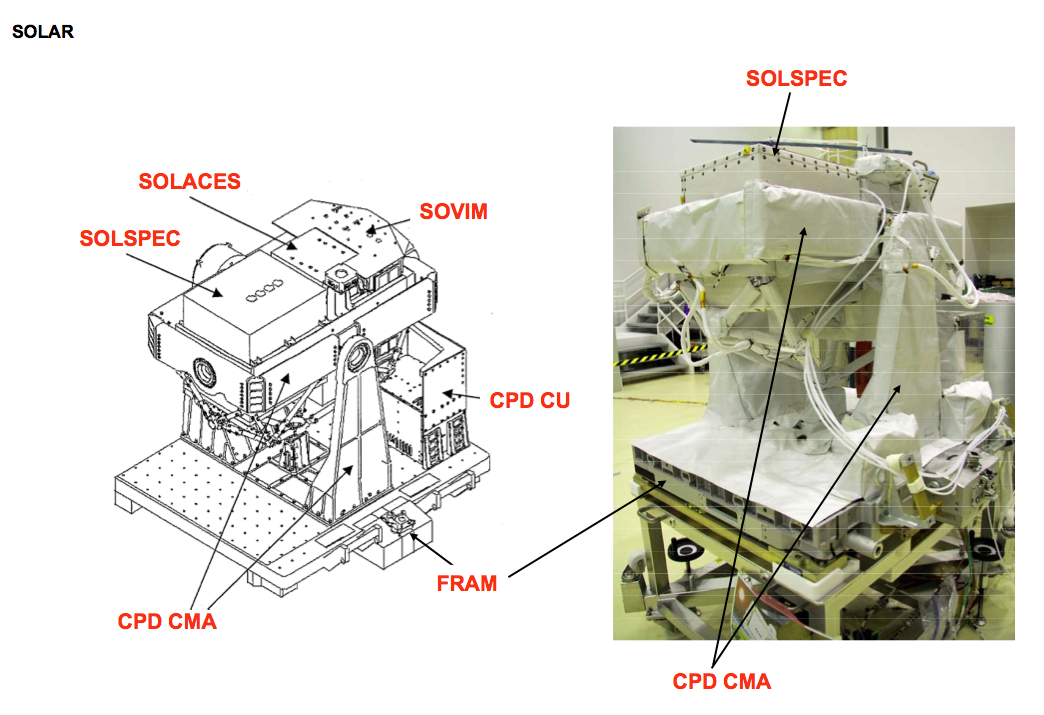
SOLAR.

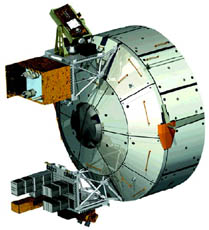
Position de SOLAR sur le module Columbus (ien haut sur ce schéma).

Solar Monitoring Observatory ou SOLAR était une suite d'instruments scientifiques de l'Agence spatiale européenne qui a fonctionné de 2008 à 2016 à bord de la Station spatiale internationale et dont l'objectif était de mesurer l'activité solaire avec une très grande précision.  

## Caractéristiques techniques
SOLAR comprend trois instruments distincts :
- SOVIM (Solar Variability and Irradiance Monitor) mesure l'irradiance du Soleil dans l'ultraviolet proche, en lumière visible, et dans l'infrarouge (200 nm – 100 μm) ;
- SOLSPEC (Solar Spectral Irradiance Measurements) mesure le rayonnement du Soleil dans le spectre 180 nm – 3 000 nm ;
- SolACES (Solar Auto-Calibrating EUV/UV Spectrophotometers) mesure le rayonnement du Soleil dans le spectre ultraviolet et ultraviolet extrême.

Les trois instruments sont installés sur une plateforme CPD (Coarse Pointing Device) destinée à maintenir les instruments pointés vers le Soleil avec une précision de 1°. Du fait de l'orbite de la station spatiale internationale, le Soleil est régulièrement masqué par la Terre et le temps d'observation est limité à 20 minutes par orbite. La plateforme est elle-même fixée à l'extérieur du laboratoire spatial européen Columbus sur la palette ExPA-Z.  

## Historique
SOLAR a été placé en orbite avec le module spatial Columbus par la navette spatiale Atlantis dans le cadre de la mission STS-122 le 7 février 2008 et les mesures contrôlées depuis le sol ont débuté en avril 2008. Fin octobre 2008, l'instrument SOVIM a été victime d'une panne et est resté par la suite inactif. SOLAR a été désactivé le 15 avril 2017 par l'Agence spatiale internationale.